# Aquí y Allá
Pour plus de détails, voir Fiche technique et Distribution.
Aquí y Allá est un drame américano-hispano-mexicain coproduit, écrit et réalisé par Antonio Méndez Esparza sorti en 2012. 

## Synopsis
Un homme retourne dans son village natal au Mexique, après un exil aux États-Unis.

## Fiche technique
- Titre original : Aquí y Allá
- Réalisation : Antonio Méndez Esparza
- Scénario : Antonio Méndez Esparza
- Direction artistique : Priscila Charles Calderón
- Décors :
- Costumes :
- Photographie : Barbu Balasoiu
- Son :
- Montage : Filippo Conz
- Musique :
- Production : Ori Dov Gratch, Pedro Hernández Santos, Tim Hobbs, Antonio Mendez Esparza et Diana Wade
- Sociétés de production : Aquí y Allí Films, Copa Films Development et Torch Films
- Distribution : A Contracorriente Films
- Budget :
- Pays d’origine : Espagne/Mexique/États-Unis
- Langue : Espagnol/Nahuatl
- Format : Couleur - 35mm - 1.85:1
- Genre : Drame
- Durée : 110 minutes
- Dates de sortie :
- France : mai 2012 (Festival de Cannes)
- Espagne : 2012

## Distribution
- Pedro De los Santos : Pedro
- Teresa Ramírez Aguirre : Teresa
- Lorena Guadalupe Pantaleón Vázquez : Lorena
- Heidi Laura Solano Espinoza : Heidi
- Néstor Tepetate Medina : Leo
- Carolina Prado Ángel : Karla
- Noel Payno Vendíz : Noel
- Nicolás Parra Quiroz : Don Nico

## Distinctions

### Récompenses
- Grand prix de la Semaine de la critique au Festival de Cannes 2012[1]
- Festival du nouveau cinéma de Montréal 2012 : Louve d'or du meilleur film
- Festival international du film de Thessalonique 2012 : Prix du meilleur réalisateur
- Festival international du film de Carthagène 2013 : Prix collectif de l'interprétation masculine
- Le film a aussi participé au Festival du Film de Moscou en 2014 (traducteur Andrey Efremov).